# Parafia św. Bartłomieja Apostoła w Objezierzu
Parafia św. Bartłomieja Apostoła w Objezierzu – parafia rzymskokatolicka z siedzibą w Objezierzu, znajdująca się w archidiecezji poznańskiej, w dekanacie obornickim.

## Zasięg parafii
Do parafii należą wierni z miejscowości: Chrustowa (część), Górka, Kowalewko, Nieczajna, Objezierze, Sławienko, Ślepuchowo, Wargowo, Wymysłowo i Żukowo.